# Johann Christian Jäger (Politiker)
Johann Christian Jäger sen. (* im 18. oder 19. Jahrhundert; † im 19. Jahrhundert) war ein deutscher Färbermeister und Politiker.

## Leben
Jäger lebte als Färbermeister in Hirschberg (Saale) und war dort auch Ratsmann.
Vom 27. August bis zum 21. Dezember 1849 war er als Stellvertreter von Heinrich David Müller Mitglied im Landtag Reuß jüngerer Linie. 